# 费利克斯·纳蒂
费利克斯·纳蒂（英語：Felix Nartey），加纳公益企业家，开源运动倡导者。2017年8月，他在维基媒体国际会议上获维基百科联合创始人吉米·威爾斯提名为年度维基人。他是加纳创作共用分会联合创始人兼主任，也是西非开源基金会创始人。

## 早年
费利克斯·纳蒂生于加纳特马。2008年，他从教宗约翰中学毕业，2013年获加纳中央大学银行和金融学士学位，2017年获安哈尔特应用技术大学工商管理硕士学位。在中央大学时，他是Google校园大使，这个身份激发他对科技的兴趣。

## 生涯
获得首个学位后，他成为银行从业人员，并在其他领域做出志愿贡献。纳蒂是加纳维基媒体协会的社群管理员。后来他共同创办了非营利机构西非开源基金会，鼓励开放许可内容的创作
截至2017年8月，纳蒂是维基媒体基金会维基图书馆全球协调员。他也是创作共用全球网络理事会代理事。

## 开源运动贡献

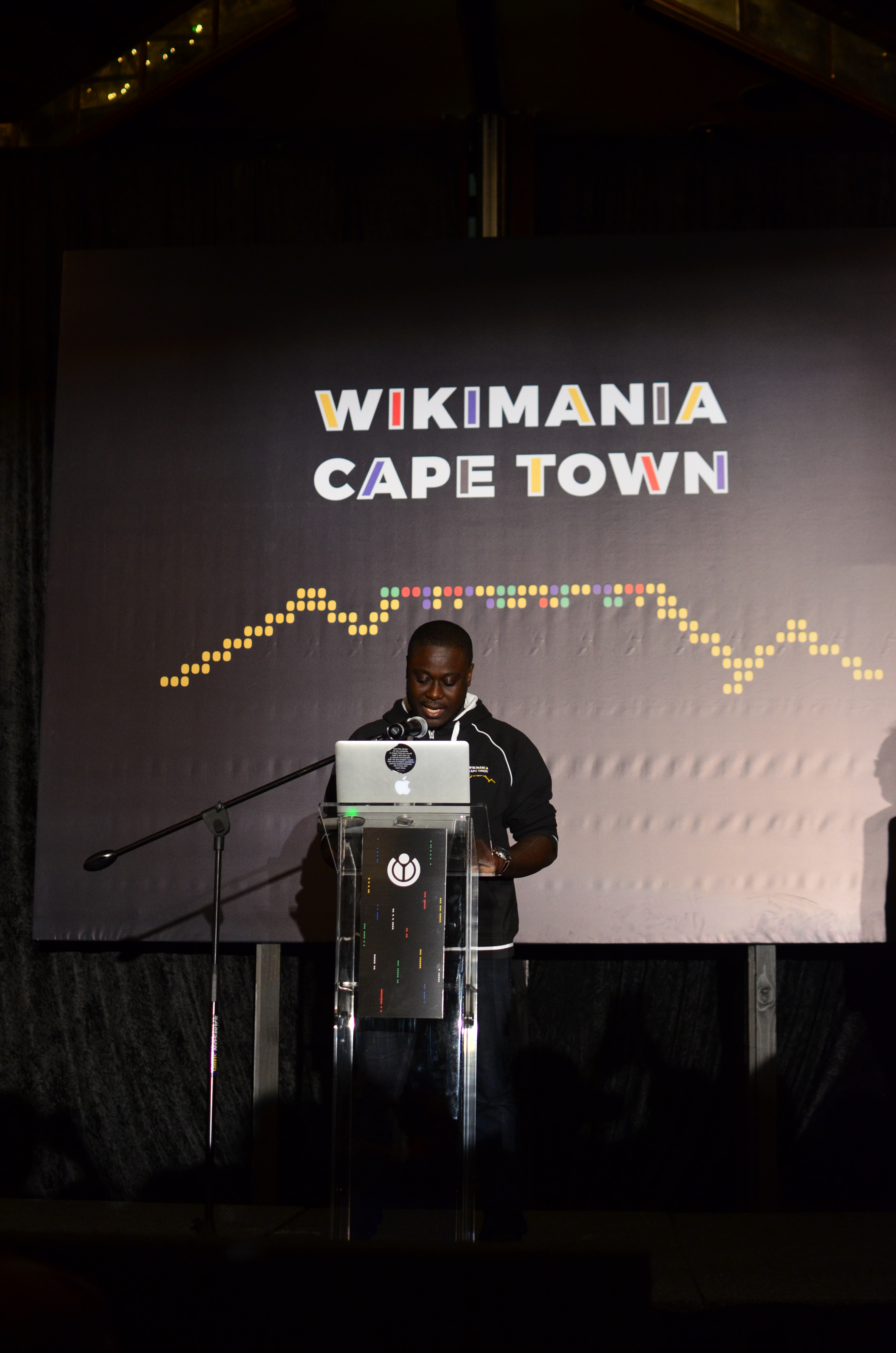
费利克斯·纳蒂在2018年维基媒体国际会议上致闭幕辞

纳蒂于2012年加入维基媒体运动。他在维基百科上创建了祖国加纳的条目，也提出过多个提升维基百科编辑重要性的倡议，包括GLAM活动、维基百科教育计划和维基百科图书馆，而教育计划的目的是弥合性别差距。
他是创作共用全球网络行动计划过渡咨询小组成员，也是维基媒体运动行动计划起草委员会成员。他还是Firefox非洲组织核心团队成员。
威尔士在年度维基人致辞中提到，纳蒂在组织阿克拉第2届Wiki Indaba的工作上表现出色，积极参与非洲地方社群的筹建。